# Duran Duran
Duran Duran é uma banda inglesa de new wave  formada no ano de 1978 em Birmingham por John Taylor e Nick Rhodes, que começaram a tocar em um clube em que trabalhavam. John era um segurança de balada e Nick era o DJ do grupo. É a mais bem-sucedida banda do estilo new romantic, sendo uma das mais importantes da década de 1980. Duran Duran era a banda favorita da Princesa Diana.
Liderou as aparições na MTV, comandando a "Segunda Invasão Britânica nos Estados Unidos". Além disso, eles colocaram catorze singles no Top 10 britânico e 21 na Billboard Hot 100, o que lhes rendeu uma vendagem de mais de duzentos milhões de cópias por todo o mundo.
Eram geralmente considerados parte da cena new romantic, junto a bandas como Spandau Ballet e Visage. A banda alcançou sucesso unindo música, arte, sensualidade, elegância e moda, o que lhes valeu o apelido pela imprensa de "os bonitinhos do rock". Além disso, foi pioneira ao ser uma das primeiras bandas a ter clipes filmados por diretores profissionais, com câmeras de 35 mm. Em 1984, o grupo foi o primeiro a trazer a tecnologia de vídeo em seus shows de estádio.
O Duran Duran foi formado por Nick Rhodes, John Taylor e Stephen Duffy, com a adição posterior de Roger Taylor. Após inúmeras mudanças, Andy Taylor e Simon Le Bon se juntaram aos outros rapazes. O Duran Duran nunca se separou, entretanto, a formação foi modificada algumas vezes. Em 2000, houve a reunião dos membros originais, causando grande repercussão no mundo da música. Em 2006, Andy Taylor sai da banda novamente e, desde então, Dom Brown vem sendo o guitarrista não-oficial do grupo, que continua trazendo novos álbuns badalados na cena musical.

## História

### 1978–1980
Nick Rhodes (teclados) e John Taylor (baixo) formaram o Duran Duran em Birmingham, no ano de 1978. Começaram a ensaiar e tocar no Rum Runner, um clube noturno da cidade. O primeiro vocalista da banda foi Stephen Duffy, e logo Simon Colley se juntou aos três. Colley era o baixista, já que John, até então, tocava guitarra no grupo. Nesta época, o Duran Duran se apresentava ao vivo com a ajuda de uma bateria eletrônica que pertencia à Nick.
O nome da banda foi escolhido dentre muitos, numa tentativa de fugir da obviedade. Segundo John, nada que começasse com "The" seria uma boa opção, tendo em vista o número incontável de grupos que se utilizavam do artigo definido em seus nomes. Assim, em referência ao filme francês de ficção científica Barbarella – e ao vilão Dr. Durand Durand, interpretado por Milo O'Shea – surgiu aquele que seria o nome de uma das bandas que mais teve protagonismos nas décadas seguintes.
Stephen Duffy deixou os vocais da banda no início de 1979, e dentre os que passaram pelo Duran Duran antes de Simon Le Bon, um vocalista teve grande importância: Andy Wickett, que contribuiu para as letras iniciais de "Girls On Film" e "Rio". Passado um tempo, Simon Colley deixou a banda e John logo assumiu o baixo. Neste mesmo período, Roger Taylor conhece John, Rhodes e Wickett numa festa, e torna-se o primeiro baterista do Duran Duran. Pouco tempo depois, Wickett deixa a banda. Assim, foram contratados o guitarrista Alan Curtis e o vocalista Jeff Thomas, que ficaram apenas por um breve período.
A banda resolveu colocar um anúncio no jornal Melody Maker a procura de um guitarrista. O experiente Andy Taylor ingressou no grupo, trazendo sua bagagem e energia das estradas. Andy ainda não sabia, mas faltava um vocalista para completar a banda. Assim, Simon Le Bon (da banda punk Dog Days) foi indicado por sua namorada, que era garçonete do Rum Runner, para cantar na banda. No teste, Le Bon surpreendeu a todos com seu estilo excêntrico, sua performatividade, voz incrivelmente melódica e letras encantadoras. Ele acabou assumindo os vocais do Duran Duran, que teve ali a sua formação original: Andy Taylor (guitarra), John Taylor (baixo), Nick Rhodes (teclados), Roger Taylor (bateria), e Simon Le Bon (vocal).
Os irmãos Paul e Michael Berrow, donos do Rum Runner, tornaram-se empresários do grupo, colocando-os para fazer serviços de vigia e limpeza enquanto não estivessem ensaiando.
Em 1980, eles gravaram duas fitas Demo e se apresentaram em clubes no entorno de Birmingham e Londres. No fim de 1980, durante a turnê como banda de abertura de Hazel O'Connor, o Duran Duran atraiu a atenção da crítica, resultando em uma guerra de lances entre as gravadoras EMI e Phonogram Records. "Um certo patriotismo" (por ser a gravadora dos Beatles) levou a banda a assinar com a EMI em Dezembro. Nick Rhodes disse, em uma entrevista no ano de 1998, que eles se sentiram "tremendamente roubados" pelo contrato com a gravadora.
O Duran Duran foi uma das primeiras bandas a trabalhar com seus próprios remixes. Antes de haver sintetizadores digitais, eles criavam várias camadas e arranjos de seus singles, muitas vezes bem diferentes das versões originais de estúdio. Essas "Night Versions" eram disponibilizadas apenas em vinil como B-sides de singles, até o lançamento da coletânea Night Versions: The Essential Duran Duran, em 1998.
Desde o início de sua carreira, todos os membros do Duran Duran deixaram fluir um boníssimo senso estético nos projetos da banda. Ao longo do tempo, trabalharam junto a vários estilistas e designers de moda famosos, como Giorgio Armani, para compor uma imagem nítida e elegante. Além disso, o grupo ainda apostou nas artes visuais, com a ajuda de designers gráficos como Malcolm Garret, que criaram capas e outros materiais superinteressantes.
Revistas do Reino Unido como a People Teen rotularam os meninos do Duran Duran de "os bonitinhos do rock", talvez pela fotogenia e pela performatividade. Logo depois, a imprensa americana também adotou a alcunha. Nessa época, raros eram os meses em que o Duran Duran não tinha pelo menos uma foto em revistas teen, como a Smash Hits ou a Tiger Beat. Numa entrevista em 1988, John Taylor declarou que não era desse modo que ele queria que a banda fosse vista, mas que o público teen fez do Duran Duran uma febre que se espalhou pelo mundo.

### 1981–1982: "Duran Duran" e "Rio" – A "Segunda Invasão Britânica nos EUA"
O primeiro single do Duran Duran foi "Planet Earth", lançado em Fevereiro de 1981, e alcançando a posição #12 do Top 20 britânico. Neste ano, a EMI também lançou o primeiro LP da banda, intitulado Duran Duran. Para promover o álbum, o segundo single foi liberado: "Careless Memories" não teve tanta força, parando no #37.
O sucesso e o reconhecimento só vieram com o terceiro single, "Girls on film". A música chamou atenção, chegando ao #5 da UK Singles Chart e causando polêmica com seu vídeo, que continha cenas estetizadas de fetiches sexuais, como lutas de almofadas e mulheres fazendo topless. A ideia inicial era de que o vídeo fosse mostrado sem censuras em casas noturnas, ou mesmo em canais na TV por assinatura. O clipe de "Girls on Film" foi banido pela BBC e pesadamente editado para a MTV.
Sucesso de vendas, o álbum Duran Duran chegou ao terceiro lugar na parada britânica e permaneceu nela por 118 semanas. Em Portugal, a banda atingiu a 1ª colocação com o álbum e todos os seus singles. Assim, o Duran Duran embarcou para sua primeira turnê nos EUA, seguida de mais datas na Alemanha e no Reino Unido.
Em 1982, com o lançamento de Rio, o Duran Duran começou a ganhar maior projeção internacional. Deste segundo álbum, quatro singles marcaram o Top 20 britânico: "My Own Way", "Hungry like the Wolf", "Save a Prayer" e "Rio". Logo, a banda entrou em uma nova turnê, que passou por EUA, Japão e Austrália.
A Princesa Diana declarou que sua banda favorita era o Duran Duran, e a imprensa os apelidou de Fab Five, fazendo alusão ao Fab Four (um dos apelidos concebidos aos Beatles).
Numa primeira tentativa, o álbum Rio não foi bem nos EUA. A EMI no Reino Unido havia promovido o Duran Duran como uma banda de New Romantic, gênero musical pouco difundido nos EUA àquela época. Assim, a Capitol Records (filial americana da EMI) acabou lançando Carnival, um EP de dance remixes do álbum Rio, que se tornou popular entre os DJs.
Em Junho de 1982, o Duran Duran surgiu pela primeira vez na televisão americana, tocando energicamente "Hungry like the wolf" e "Rio" no Dancin 'On Air.
Somente depois de ser relançado nos EUA em Novembro, Rio ganhou força (vendido como um álbum pop dançante). A MTV colocou "Hungry like the wolf" e vários outros vídeos do Duran Duran em sua programação, empurrando Rio para o Top 20 americano. A balada "Save a prayer" ganhou destaque, tornando-se um hino da banda. No Brasil, ela fez parte da novela Sol de Verão, chegando a ser 1º lugar nas paradas. Por fim, o álbum chegou ao #6 nos EUA, e por lá permaneceu durante 129 semanas (quase dois anos e meio). A revista Rolling Stone elogiou o Duran Duran, que era "a primeira banda de rock a ter um talento natural para TV e vídeo".
Em 2003, Rio foi considerado pela revista NME um dos 100 maiores álbuns de todos os tempos.
O vídeo foi dirigido pelo renomado Russel Mulcahy, com imagens da banda em ternos, cantando e brincando em um iate, na água cristalina do mar de Antígua e Barbuda, no Caribe. A modelo do clipe é a inglesa Reema Ruspoli. O baixista John Taylor já brincou várias vezes, em entrevistas, dizendo que a música foi uma homenagem ao Rio de Janeiro, mas não é verdade, embora a banda reconheça que ter a música associada a um famoso paraíso turístico mundial é positivo.

### 1983–1985: Fab Five

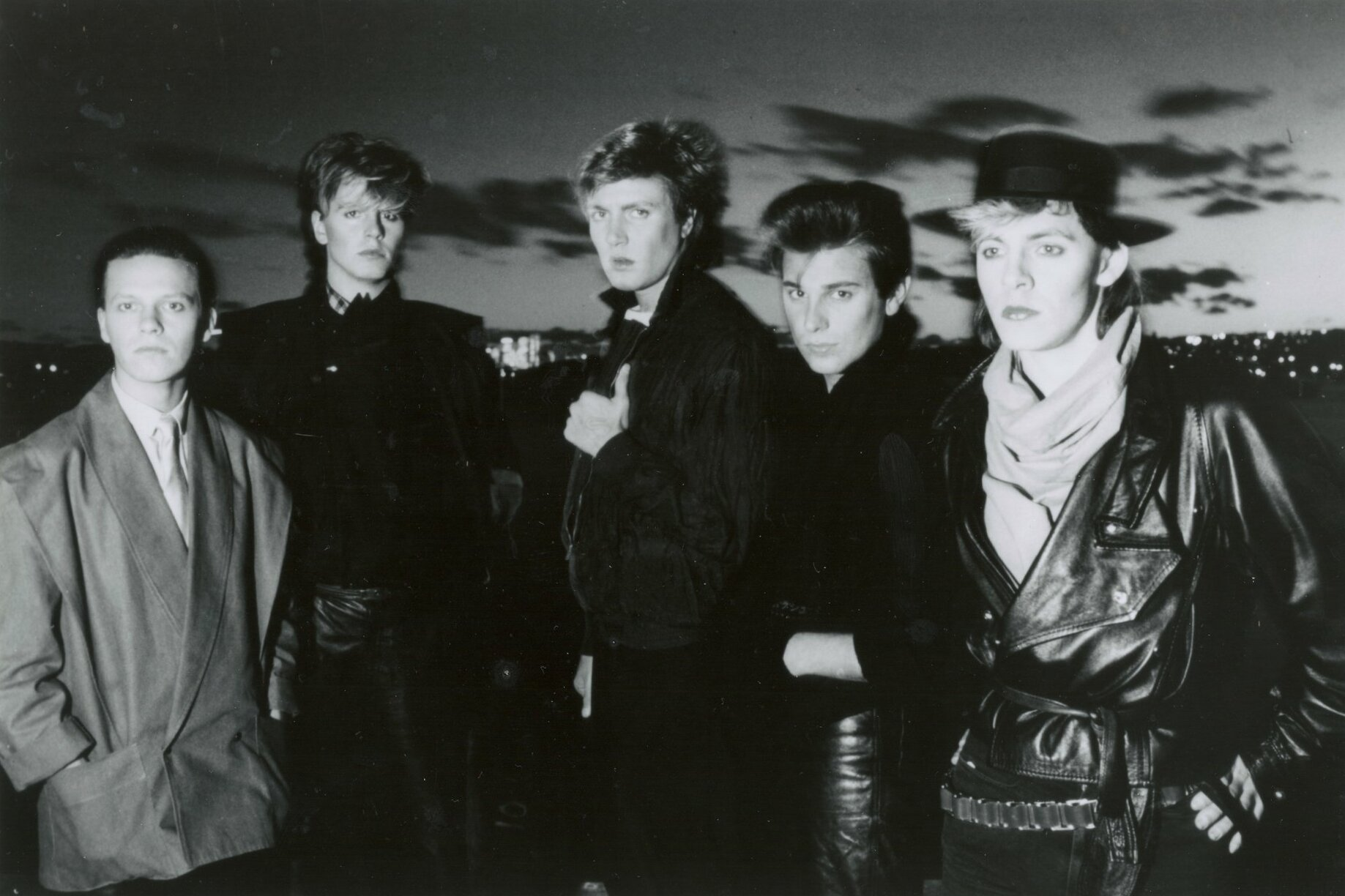
fab five

A banda começou o ano de 1983 tocando na MTV New Year's Eve Rock'n'Roll Ball, com "Hungry like the Wolf", que continuava subindo nas paradas dos EUA. Em seguida, o single "Rio" foi relançado no país (no mês de Março).
Para inserir sua música no mercado americano, o Duran Duran relançou o primeiro álbum com a adição de um novo single, "Is there something I should know?". Esta música foi a primeira #1 do Duran Duran em seu país de origem. Já nos EUA, ficou em 3º lugar nas paradas. Durante a promoção deste álbum, Simon Le Bon e Nick Rhodes foram VJs de um programa da MTV, no qual Nick deu a seguinte declaração:
| “ | "Nossos primeiros shows nos Estados Unidos eram loucos, mas depois de "Hungry", foi total sucesso, uma desordem! Uma espécie de Beatlemania. Estávamos fazendo uma sessão de autógrafos de "Girls on Film" na Times Square, e não podíamos sair da loja, os policiais haviam isolado a rua". | ” |

Também em 1983, Nick Rhodes produziu para a banda inglesa Kajagoogoo o hit #1 no Reino Unido e #5 nos EUA, "Too Shy". No mesmo período, Andy Taylor tornou-se o primeiro integrante do Duran Duran a se casar.
No verão de 1983, eles retornaram ao Reino Unido para realizar dois concertos. Um deles no dia 20 de Julho, em frente ao Príncipe e à Princesa de Gales, no Dominion Theatre.
A banda estava sob pressão para acompanhar o sucesso de Rio, e a gravação do terceiro álbum durou mais de 6 meses. Neste período, os membros da banda estavam passando por diversas crises de insegurança e perfeccionismo. O novo álbum, Seven and the Ragged Tiger incluiu o último hit da banda em 1983, "Union of the snake". Assim, o Duran Duran completou a marca de 5 singles consecutivos no Top 20 americano daquele ano.
A banda havia tomado conta das manchetes musicais por ter decidido liberar o clipe de "Union of the snake" na MTV uma semana antes do lançamento do single nas rádios. A indústria temia que o vídeo fosse substituir o rádio. Em seguida, lançaram "New moon on Monday", que atingiu a 9ª posição no Reino Unido. "The Reflex", também do 3º álbum, ganhou a posição nº 1 nos EUA e no Reino Unido simultaneamente, o que se tornou um fato histórico para o Duran Duran. Além disso, o single também teve ótimo desempenho por outros países.
A banda embarcou em uma turnê mundial, que percorreu os quatro meses iniciais de 1984, trazendo as primeiras datas do Duran Duran em grandes estádios da América. Uma equipe de filmagem conduzida pelo diretor Russell Mulcahy acompanhou a turnê de perto, trazendo o documentário "Sing Blue Silver" e os shows do Arena, primeiro álbum ao vivo da banda.
Arena foi lançado juntamente com a faixa de estúdio (e single) "The Wild Boys", que se tornou #2 em ambos os lados do Atlântico. Antes disso, em Fevereiro de 1984, a banda apareceu na capa da revista Rolling Stone e faturou dois Grammy's, incluindo a categoria de "Melhor performance". A versão ao vivo de "Save a Prayer" ganhou força nas Américas e a canção tornou-se single pela segunda vez em Janeiro de 1985, somente para os EUA e para o Brasil, ficando com as posições #16 e #5, respectivamente.
Durante o auge de popularidade da banda, Simon e John tornaram-se galãs do Duran Duran. No fim de 1984, o grupo foi destaque no single beneficente "Do They Know It's Christmas?", tocando junto de outros popstars britânicos, como Bono Vox, George Michael e Sting.

### 1985: Projetos paralelos
Mesmo com o Duran Duran não lançando um novo álbum de estúdio, os membros da banda estavam ansiosos para novas gravações, o que levou a uma suposta separação temporária, com o grupo dividido em dois projetos paralelos.
John e Andy Taylor queriam romper um pouco o som do Duran Duran e tocar algo mais hard rock. Juntamente com Robert Palmer e Tony Thompson, deram forma ao supergrupo de rock / funk The Power Station, que chegou a lançar dois singles Top 10 no Reino Unido, incluindo "Some Like it Hot".
Simon Le Bon e Nick Rhodes, por outro lado, queriam continuar explorando o aspecto atmosférico do Duran Duran, formando juntamente com Roger Taylor, o Arcadia. Lançaram um LP com o single "Election Day", também Top 10. Apesar de ser o baterista do Arcadia, Roger Taylor contribuiu na percussão de algumas faixas do Power Station.
O Duran Duran nunca mais foi o mesmo após esta pausa. Segundo Rhodes, os projetos paralelos foram "um suicídio comercial... Mas sempre fomos bons nisso". Ainda nesta época, a banda se reuniu para gravar "A view to a kill" para o filme da série 007-James Bond em 1985. Esta canção é até hoje o único single da série a ser #1 nos Estados Unidos. Além disso, é uma das mais bem-sucedidas canções das histórias de Bond, atingindo o #2 nos gráficos do Reino Unido. Foi o último single da banda em sua formação original, até 2004.
Como acompanhamento do single de Natal da Band-Aid, o Duran Duran se apresentou em frente a 90 mil pessoas (e um número estimado de 1 milhão e meio de espectadores) no Live Aid, um concerto beneficente no John F. Kennedy Stadium na Filadélfia, Pensilvânia, em 13 de julho de 1985, data em que "A view to a kill" atingiu a primeira posição nas paradas americanas. Esta apresentação no Live Aid tornou-se épica pelo fato de Simon Le Bon colocar um falsete no refrão de "A view to a kill", que fez com que ele desafinasse. Mais tarde, Le Bon descreveu este momento como o mais humilhante de toda a sua carreira. Não era para ser uma apresentação de despedida, apenas a última antes das férias merecidas do grupo, após 4 anos de longas turnês ininterruptas. Mas os cinco integrantes originais da banda não tocaram juntos novamente até Julho de 2003.

### 1986–1988: O trio – Le Bon, Rhodes, e John Taylor

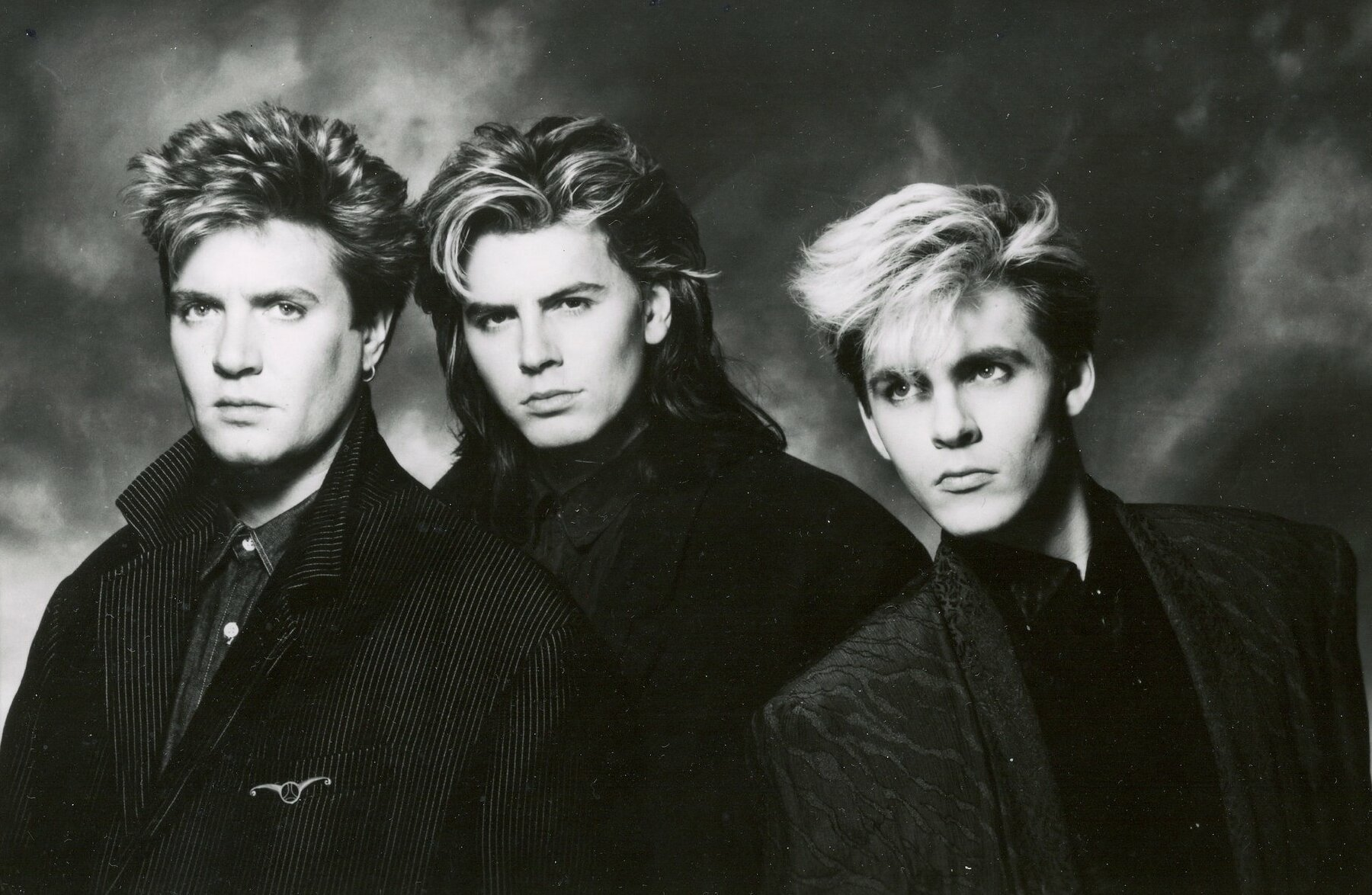
O trio

Depois de lançar três álbuns de estúdio e um ao vivo, cada um com pesadas divulgações e longas turnês, a banda perdeu dois de seus membros originais por cansaço e tensão. Depois do Live Aid e do Arcadia, o baterista Roger Taylor retirou-se para o campo inglês, sofrendo de exaustão. A banda negou a
saída de Roger, mas logo depois, ficou claro que ele não voltaria mais ao grupo. Um comunicado oficial foi emitido em abril de 1986 confirmando sua partida. Numa entrevista em 2004 para o Live Daily, Roger confirmou suas razões para sair da banda:
| “ | "Eu acho que eu estava esgotado. Foram cinco anos muito intensos, nós não parávamos! Eram constantes as nossas turnês, os nossos momentos de composição, as nossas gravações... Mas foi uma separação sem mágoas. É uma programação ininterrupta, na verdade. Eu tinha me perdido em algum lugar". | ” |

O guitarrista Andy Taylor, por outro lado, levou os demais membros da banda a acreditar que ele voltaria a trabalhar em um novo álbum do Duran Duran. Mas Andy estava acertando o contrato para a gravação de seu álbum solo em Los Angeles (De fato, este álbum foi lançado em 1986, intitulado Thunder). A banda recorreu à medidas legais para tê-lo em estúdio, mas depois de vários atrasos, eles o deixaram ir embora no último ensaio. Andy tocou apenas algumas músicas do álbum seguinte, enquanto as divergências foram sendo resolvidas.
Sem guitarrista e baterista, os três membros restantes, Le Bon, Rhodes, e John Taylor seguiram adiante com o novo projeto. O produtor do disco era Nile Rodgers (ex-guitarrista do Chic), e ele mesmo tocou guitarra em algumas faixas. Além disso, Steve Ferrone foi contratado para tocar bateria na banda. Finalmente, em Setembro de 1986, Warren Cuccurullo (que foi da banda de Frank Zappa e, também, ex-Missing Persons) foi contratado como o guitarrista de sessão. E junto a Le Bon, Rhodes e Taylor, gravou o restante do álbum Notorious, lançado em Outubro de 1986. O documentário em preto e branco Three To Get Ready narrou a gravação do álbum, as tensões, e os preparativos para a turnê.
Mesmo o álbum tendo um ótimo desempenho de venda e a canção "Notorious" atingindo o #2 nos EUA e #7 no Reino Unido, o grupo descobriu que eles tinham perdido muito do dinamismo e da histeria deixada para trás em 1985. Nos três anos entre o lançamento de Seven and the Ragged Tiger e Notorious, muitos de seus fãs adolescentes haviam crescido, e a banda havia adotado o ritmo funk, menos pop e mais maduro, dada a experiência acumulada pelos integrantes nos projetos paralelos. "Skin trade" e "Meet el Presidente", os dois singles posteriores a "Notorious", apareceram na tabela, mas se saíram mal em relação aos sucessos anteriores da banda.
No Brasil, o álbum Notorious foi o mais vendido do grupo durante toda a sua carreira. Este acontecimento se deveu, principalmente, pelo fato da presença da canção "A Matter Of Feeling" na novela Mandala, de 1987. Esta música tornou-se a predileta de muitos brasileiros, alcançando o #1 nas paradas do país. Os direitos de exibição da novela foram concedidos a uma emissora italiana, que por sua vez, divulgou bastante a atração, alavancando o sucesso desta canção no país, chegando à 7ª colocação nas paradas.
Em Janeiro de 1988, no fim da Strange Behaviour World Tour, o Duran Duran veio pela primeira vez ao Brasil para tocar no Hollywood Rock. A banda, que havia prometido tocar algumas músicas do novo disco (e não cumpriu a promessa), foi destaque no festival, passando por São Paulo (Morumbi) e Rio de Janeiro (Praça da Apoteose). Especialmente para os shows do Brasil, o grupo incluiu "A Matter Of Feeling" no set-list. Esta música não estava presente no set-list da turnê, pois não era muito conhecida em outros países. Nesta época, a imprensa brasileira só comentava sobre o sucesso da banda, que durante sua passagem pelo país foi muito badalada por fãs. Era o auge do sucesso do Duran Duran no Brasil.
Posteriormente, o grupo lutava para escapar da imagem de "ídolos teen" e ganhar respeito entre os críticos, apresentando uma música mais complexa. Inicialmente, a nova imagem séria do Duran Duran não teve grande aceitação, e logo sua popularidade começou a diminuir. A revista "Rolling Stone" publicou: "Em busca de maturidade musical, os Durans sobreviventes perderam uma boa parte da sua identidade". Outro fator que justifica a queda da popularidade da banda foi a demissão dos irmãos Berrow, até então, os únicos empresários do grupo. Não se sabe ao certo o motivo do desligamento deles (as autobiografias dos músicos Andy Taylor e John Taylor concordam que há questões relacionadas a uma partilha muito desigual de lucros entre os empresários e a banda, o direito de comercialização das músicas e o caso de um equivocado aconselhamento dos irmãos à participação de Simon Le Bon numa competição de barcos, que quase levou o vocalista à morte), mas o Duran Duran saiu comprometido no período de autogestão de sua carreira. Além disso, a EMI (que demitiu seu presidente e passou por uma grande reestruturação corporativa naquele período) parecia ter perdido o interesse em divulgar a banda.
O álbum que sucedeu a Notorious, intitulado Big Thing (1988), rendeu os singles "I Don't Want Your Love" (#4 nos EUA), "All She Wants Is" (#9 no Reino Unido) e "Do You Believe in Shame?". A gravação trouxe uma linha experimental, misturando influências de house music e música rave com a atmosfera synthpop do Duran Duran. Além disso, Warren Cuccurullo teve um desempenho muito criativo nas guitarras do álbum. As letras de Big Thing apresentavam, realmente, uma maior maturidade da banda.

### 1989–1991: Quinteto novamente, Decade e Liberty
Até o final de 1989 e o início da década de 1990, o synthpop e os gêneros new wave e new romantic tiveram sua popularidade ameaçada, caindo nas paradas e perdendo fãs. Enquanto isso, outros gêneros musicais da época ganhavam impulso, como o hip hop, o techno, e o rock alternativo. Após o fim da turnê do álbum Big Thing, o Duran Duran voltou a ter cinco homens com a adesão de Warren Cuccurullo (guitarrista) e Sterling Campbell (baterista). Ambos fizeram parte da banda de apoio do Duran Duran em suas últimas duas turnês.
A coletânea "Decade: Greatest Hits" foi lançada ao fim de 1989, juntamente com o single megamix "Burning The Ground", que continha trechos do que a banda havia feito de melhor em seus dez anos de carreira. O single entrou e saiu das paradas com pouco alarde, porém o álbum se tornou outro grande sucesso de vendas da banda.
Em 1990, o morno "Liberty" foi lançado, não conseguindo captar grandes sucessos. O álbum entrou nas paradas do Reino Unido entre os dez primeiros, mas desapareceu rapidamente. Os singles "Violence of Summer (Love's Taking Over)" e "Serious" foram apenas levemente bem-sucedidos. Na época, nomes como Alice In Chains, Nirvana e Pearl Jam faziam uma grande revolução no mundo da música, enquanto o Duran Duran perdia mais ainda a sua popularidade. Pela primeira vez, a banda não saiu em turnê para divulgar o novo álbum, fazendo apenas alguns shows e apresentações em TV. Este período foi de poucas datas marcadas na agenda do Duran Duran.
Sterling Campbell deixou a banda no fim de 1991, passando a trabalhar com Soul Asylum e David Bowie. O quarteto Le Bon, Rhodes, Cuccurullo e Taylor permaneceria intacto por mais seis anos.

### 1992–1997: De volta às paradas
Em 1993, a banda lançou um segundo álbum auto-intitulado: Esse Duran Duran é conhecido como The Wedding Album (por causa das fotos de casamento dos pais dos integrantes, presentes na capa do álbum). Isso serviu para o diferenciar do primeiro disco da banda, de 1981, com o mesmo nome. O single "Ordinary World" vazou meses antes do lançamento previsto, alcançando o topo das paradas musicais nos EUA (#3) e no Reino Unido (#6). Além disso, a banda venceu o prêmio Ivor Novello com essa canção. "Come Undone" foi o segundo single do álbum, escrito principalmente por Cuccurullo e Le Bon. A canção arrebatou a posição 7 nos EUA e 13 no Reino Unido. "Too much information" sucedeu "Come Undone" entre os singles. Tanto a banda quanto a gravadora pareciam surpresos com o estrondoso sucesso comercial e de crítica do álbum (#4 no Reino Unido e #7 nos EUA). O baixista John Taylor, que estava considerando deixar a banda, mudou de ideia. Assim, o grupo iniciou a maior turnê de sua carreira, com escalas no Oriente Médio, África do Sul, e América do Sul. Neste mesmo ano, havia sido gravado o MTV Unplugged do Duran Duran.
O cantor brasileiro Milton Nascimento participou da canção "Breath after Breath" e também do clipe da mesma música, que foi gravado nas Cataratas do Iguaçu, fronteira entre Brasil e Argentina. Além disso, ele também participou do show da banda na Argentina, no Estádio José Amalfitani, já que naquele ano o Duran Duran não veio ao Brasil.
7 meses após o início da turnê, Simon teve problemas com as cordas vocais, o que interrompeu algumas datas. Após algumas semanas de recuperação, a banda apresentou-se de forma intermitente por mais cinco meses, incluindo aparições em Israel, Tailândia e Indonésia.
Em 1995, a banda lançou o álbum de covers Thank You. Dentre algumas músicas presentes nesse trabalho, estavam os singles "Perfect Day" de Lou Reed e "White Lines (Don't Don't Do It)" de Melle Mel. Ambas as canções tinham o backing vocal de seus artistas originais. O álbum também marcou a volta temporária do baterista Roger Taylor, que entrou em estúdio com a banda para tocar "Watching the Detectives" e "Perfect Day" (na qual ele também participou do clipe), bem como outro cover que não apareceu no álbum.
O trabalho do Duran Duran nesse álbum foi muito elogiado por Lou Reed, que considerou "Perfect Day" como o melhor cover já feito de suas canções. Eles também receberam elogios de Robert Plant e Jimmy Page no cover do Led Zeppelin "Thank You". Mesmo assim, os críticos não receberam bem o álbum, falando mal das tentativas da banda em canções como "Lay Lady Lay" e "The Crystal Ship".
Depois da turnê de Thank You, John Taylor mergulhou em trabalhos paralelos, incluindo um projeto solo, o que o afastou um pouco da banda. Finalmente depois de meses na tentativa de gravar o novo álbum do grupo, Medazzaland, em Janeiro de 1997, Taylor anunciou que ele estava deixando a banda "para o bem". Sua saída do grupo os reduzia a dois membros originais (Le Bon e Rhodes) e Cuccurullo, que decidiram continuar a gravar sob o nome Duran Duran.

### 1997–2000: Os resultados do segundo trio
Depois da saída de John Taylor, a banda voltou ao estúdio para regravar muitas das músicas de Medazzaland (O trabalho de Taylor permaneceu em apenas 4 faixas). Esse trabalho marcou a volta do experimentalismo da banda, misturando guitarras e vocais distorcidos com e elementos eletrônicos. Nesta época, a banda foi convidada novamente a fazer a trilha sonora para o filme de James Bond, "007: Tomorrow Never Dies". O grupo acabou negando o convite, o que levou a cantora Sheryl Crow a assumir a trilha sonora do longa. A canção que seria usada para 007 acabou sendo aproveitada para outro filme, "The Saint (O Santo)", e se chama "Out of my Mind", o primeiro single do Medazzaland. Essa música não atingiu sucesso nas paradas, o que só foi obtido a partir do segundo single do álbum, "Electric Barbarella" (#52 nos Estados Unidos), a primeira canção da história a ser disponibilizada para download na internet. O vídeo do single, com uma robô sexy que interagia com os membros da banda, teve de ser censurado antes de ser transmitido pela MTV. Esse fato lembra um pouco da polêmica gerada com "Girls On Film".
Medazzaland foi lançado em Outubro de 1997 apenas para os EUA, e nunca foi lançado oficialmente no Reino Unido. Incompreendido pela crítica, o álbum não obteve o sucesso esperado. "Barbarella" foi lançada como single no Reino Unido apenas em 1998, juntamente com o lançamento da coletânea "Greatest". A canção chegou à posição #23 das paradas britânicas.
O grupo fez um show no The Princess Diana Tribute Concert em 27 de Junho de 1998, a pedido especial de sua família.
Em 1999, o grupo Duran Duran separou-se da Capitol / Virgin (EMI), embora o selo tenha liberado vários materiais de remixes e b-sides raros. A banda assinou então o que estava destinado a ser um contrato de 3 discos com a Hollywood Records (Walt Disney), mas que durou apenas o mal recebido álbum de 2000, Pop Trash. Os ritmos pesados e lentos pareciam fora de sintonia com o material anterior da banda, não sendo suficientes para atrair o público. Assim, este álbum tornou-se o pior desempenho comercial do Duran Duran. O single sonhador "Someone else, not me" durou apenas duas semanas no rádio. Na televisão, o desempenho foi um pouco melhor, devido ao seu vídeo ter sido o primeiro inteiramente produzido em animação em Flash. Apesar de tudo, o Duran Duran continuava a apoiar seus dois últimos álbuns, dando continuidade às turnês, que incluíam datas no Walt Disney World.

### 2001–2006: Reunião do "Fab Five"
Em 2000 John Taylor e Le Bon aproximaram-se com uma proposta de reforma do clássico line-up do Duran Duran. Várias bandas haviam se reunido novamente e estava na hora do Duran Duran fazer o mesmo. Após completar a Pop Trash Tour, Warren Cuccurullo foi demitido por carta. Em seguida, o mesmo anunciou em seu site que estava deixando o Duran Duran para voltar a trabalhar em sua banda dos anos 1980, Missing Persons. Esse comunicado foi confirmado no dia seguinte pelo site do Duran Duran, seguido posteriormente pela notícia de que John, Andy e Roger Taylor haviam voltado. Para cumprir as obrigações contratuais, Warren tocou em três shows no Japão em agosto de 2001, terminando seu mandato na banda.

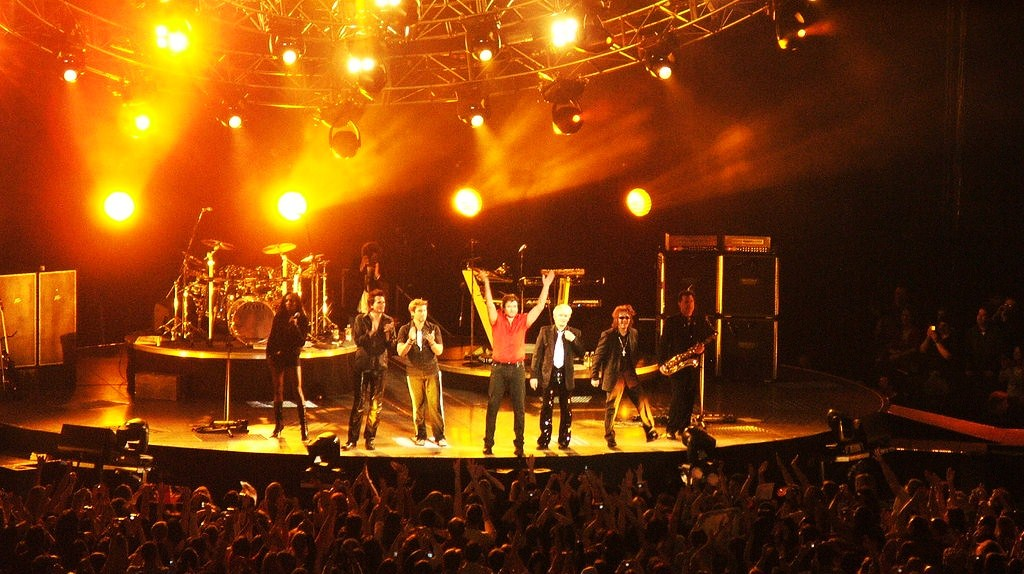
Em 2005

Ao longo de 2001, 2002 e 2003, a banda trabalhou na composição de um novo material, inicialmente alugando uma casa em St. Tropez, onde o engenheiro de som Mark Tinley construiu um estúdio de gravação para as primeiras sessões de composição. Em seguida, retornaram para Londres, onde fizeram trabalhos independentes com vários produtores (inclusive com o velho amigo Nile Rodgers), e procuraram um novo contrato. Foi difícil encontrar uma gravadora disposta a apostar no retorno da banda, mas o Duran Duran provou com suas apresentações ao vivo que o Fab Five havia voltado. A resposta dos fãs e da mídia superou as expectativas. O grupo tocou em várias datas em comemoração aos 25 anos de carreira, em julho de 2003. O primeiro dos shows com a formação original foi em Osaka, Japão. O show da arena Nippon Budokan, em Tóquio, foi gravado como um especial de TV e assim como as apresentações seguintes, os ingressos esgotaram-se em poucos minutos. A turnê pelos Estados Unidos passou por locais pequenos onde a banda havia tocado em sua primeira turnê pela América em 1981.
Em agosto de 2003 o grupo estava reservado como apresentadores no MTV Video Music Awards, apenas para ser surpreendido com um Lifetime Achievement Award (Prêmio pelo conjunto). Eles também receberam o mesmo prêmio da revista Q Magazine em Outubro, e em Fevereiro de 2004, no Brit Awards, o prêmio de contribuição para a música.
O ritmo de trabalho da banda foi crescendo com a vinda de uma turnê que incluía América, Austrália e Nova Zelândia. O Duran Duran se apresentou no Super Bowl XXXVIII, tocando "The Wild Boys". Esse desempenho pôde ser visto por milhões de pessoas durante o show que antecedia o jogo.
Um remix da nova música, "(Reach up for the) Sunrise", foi lançado em programas de TV em Fevereiro (enquanto as revistas anunciavam a Fab Five como uma das maiores bandas de todos os tempos). Em abril de 2004, o Duran Duran celebrou sua volta para casa com 14 shows em estádios, incluindo 5 noites esgotadas na Wembley Arena. A imprensa britânica, normalmente hostil à banda, reconhecia o real valor do Duran Duran, com opiniões muito positivas sobre o retorno dos integrantes originais. A dupla que abria os shows da banda nessa turnê era o Goldfrapp. Os dois últimos concertos na Wembley Arena foram filmados, resultando no premiado DVD Live from London, lançado em Novembro.
Finalmente, com várias músicas completas, em junho de 2004 a banda assinou um contrato de quatro álbuns com a Epic Records, concluindo assim o novo CD, Astronaut. Este novo álbum foi lançado em outubro de 2004, entrando em #3 nas paradas do Reino Unido e em #17 nos Estados Unidos. O primeiro single foi "(Reach up for the) Sunrise", que alcançou o #1 na Billboard (EUA) e em Novembro daquele ano, o #5 nas paradas britânicas. Este é o single mais bem-sucedido da banda desde "A view to a kill", em 1985. O segundo single, "What happens tomorrow", estreou na posição #11 no Reino Unido. Um mix 5.1 de Astronaut foi criado por Jeremy Wheatley para o lançamento da versão Deluxe do álbum. O primeiro disco é o CD e o segundo é um DVD que contém, além do mix 5.1 em formato de DVD de áudio, várias imagens e vídeos.
Depois de uma turnê mundial no início de 2005, o Duran Duran voltava às manchetes como principal atração do enorme concerto Live 8, em Roma, no dia 2 de julho de 2005 no Circus Maximus.

### 2006–2008: Red Carpet Massacre
No início de 2006, a banda regravou "Instant Karma!", de John Lennon, para a campanha Make Some Noise, patrocinada pela Anistia Internacional. Essa versão apareceria mais tarde no Instant Karma: The Amnesty International Campaign to Save Darfur. Além disso, eles tocaram em dois eventos de alto nível: o Prêmio Nobel e os Jogos Olímpicos de Inverno de 2006.
Depois de algumas semanas de composição no norte da Califórnia, a banda começou a trabalhar com o produtor Michael Patterson, em Londres, e assim continuaram por meses. Eles relataram ter 15 faixas quase completas e um álbum intitulado provisoriamente Reportage. Porém, meses se passaram e não havia nenhuma novidade. O álbum não foi liberado devido à problemas com Andy Taylor, que não concordava em mudar algumas canções para uma levada mais pop. Segundo ele em sua autobiografia, a ideia inicial de Reportage era trazer de volta a antiga musicalidade da banda, com algumas canções misteriosas inspiradas na Guerra do Iraque, mas Simon Le Bon e Nick Rhodes (pelos quais ele sempre teve certas rivalidades) queriam uma sonoridade mais electropop, hip hop, ao estilo de Justin Timberlake. E para Andy, isso criava um rótulo no novo trabalho. Em Setembro, a banda se reuniu com Justin Timberlake e o produtor Timbaland, de olho em uma colaboração de potencial para a criação de singles para o álbum. Logo, 3 canções haviam sido completadas, incluindo um dueto com Justin Timberlake.
Em 25 de outubro de 2006 Andy se separou da banda pela segunda vez. Em um comunicado oficial no site do grupo, o Duran Duran afirmou que "um abismo impraticável" se criou entre eles e Taylor, e que "não poderiam mais funcionar efetivamente juntos". Dom Brown, que já havia excursionado com a banda em alguns shows, assumiu as funções de Andy e, desde então as realiza. Depois da partida de Taylor, a banda cancelou Reportage, gravando um novo álbum.
Em julho, o Duran Duran tocou duas vezes no Estádio Wembley, uma no Concerto para Diana e outra no Live 8. Em 25 de setembro, com a colaboração de Justin Timberlake, "Falling Down" foi lançada como single no iTunes. Assim, a banda anunciou nove datas no Ethel Barrymore Theater, na Broadway, para a premiére de Red Carpet Massacre. Posteriormente, o grupo se apresentou em Londres e em Dublin.
Em maio de 2008, eles viajaram para os EUA em sua turnê mundial. Em Junho, fizeram um show no Museu do Louvre, em Paris, num esforço de captação de recursos para a restauração de uma magnífica tela. Com isso, foram novamente pioneiros, pois o Duran Duran tornou-se a primeira banda a fazer um concerto de rock no local, que durante toda sua existência, nunca havia permitido eventos como este.
Em 2 de julho, em Paris, Mark Ronson tocou um set exclusivo num show com o Duran Duran. Juntos, apresentaram alguns remixes de hits da banda, e também, canções do novo trabalho, Red Carpet Massacre. Simon Le Bon (elogiado por Ronson de "o melhor vocalista do Planeta Terra") cantou algumas canções do DJ e produtor.
Ao contrário do álbum anterior (Astronaut), Red Carpet Massacre não obteve bom desempenho: vendeu mal e recebeu respostas contraditórias da imprensa musical. "Nite-Runner" e "Skin Divers", cotadas como possíveis outros singles do álbum, nunca foram de fato.
Em novembro de 2008, durante a turnê mundial, estiveram no Brasil pela segunda vez. Não tão badalados pela imprensa quanto a primeira vez, o grupo teve mais calma e pôde dar maior atenção aos fãs brasileiros. Inicialmente, a banda iria realizar quatro shows em três cidades brasileiras: Dois em São Paulo (Via Funchal), um no Rio de Janeiro (HSBC Arena), e outro em Porto Alegre (Pepsi On Stage). Porém, problemas com a organização do evento fizeram com que o show da capital do Rio Grande do Sul fosse cancelado. Além disso, o show do Rio de Janeiro foi passado para outra casa de shows, o Vivo Rio. O Duran Duran realizou os três shows com maestria! O Electroset que estava presente na turnê do Red Carpet Massacre não foi executado para dar espaço aos hits mais antigos da banda. Os antigos sucessos repaginados em versões mais elétricas contagiaram o público presente nos shows. Em São Paulo, os dois dias foram de casa lotada. No Rio de Janeiro, a platéia foi ao delírio com a performance apoteótica de "Rio", com direito à Simon Le Bon se enrolando na bandeira brasileira. Nesta passagem da banda pelo país, os fãs elogiaram muito as apresentações altamente técnicas do grupo, que se uniam a um show de simpatia e alegria... Uma festa Ploc de luxo. Os internautas da UOL elegeram o Duran Duran como melhor show internacional de 2008, deixando a banda na frente de nomes como Cyndi Lauper, Madonna e R.E.M.

### 2009–2012: All You Need Is Now
Em 2009, após dois álbuns lançados com a Epic Records, o grupo se desligou do selo. Meses depois, anunciaram que estavam trabalhando num novo álbum com o premiado produtor Mark Ronson (Amy Winehouse, Lily Allen, Robbie Williams, Maroon 5, Christina Aguilera, Adele), e que este álbum seria um "resgate às raízes musicais da banda", com elementos que trariam um tributo ao próprio Duran Duran.
No início de 2010 foi revelado que a banda estaria contribuindo com um cover de "Boys Keep Swinging" para um tributo à David Bowie, intitulado We Were So Turned On, a partir do qual todos os lucros foram para a War Child. O projeto também contou com a participação de Carla Bruni, Devendra Banhart, entre outros artistas. O álbum foi lançado em 14 de Setembro de 2010, pela Manimal Vinyl.
Em novembro de 2010 o Duran Duran anunciou o lançamento mundial de seu 13.º álbum de estúdio, intitulado All You Need Is Now. Lançado de forma independente (pela primeira vez fora de uma grande gravadora), o álbum é chamado por Ronson de "a continuação de Rio". O primeiro single, "All You Need Is Now", foi lançado digitalmente no dia 8 de Dezembro no iTunes. O álbum foi lançado também exclusivamente pelo iTunes no dia 21 de Dezembro, atingindo o 1º lugar nas paradas de 15 países (incluindo Reino Unido). Nos EUA, chegou ao #2, e permaneceu nas paradas por mais duas semanas. Também em Dezembro, foi lançada uma edição split 7" limitada de "Boys Keep Swinging", além de um EP exclusivo no iTunes, From Mediterranea With Love, que vinha com a canção "Mediterranea" e versões ao vivo para "(Reach up for the) Sunrise" e "Ordinary World". O guitarrista e compositor Dom Brown co-escreveu e participou das gravações de All You Need Is Now. Além disso, participou do clipe do primeiro single do álbum.
No dia 3 de fevereiro de 2011, o grupo se apresentou com maestria no Pepsi Super Bowl Fan Jam, onde tocaram canções como "All You Need Is Now", "Notorious", "Being Followed" e "Girl Panic!", esta última posteriormente anunciada como segundo single do novo trabalho.
No dia 25 de fevereiro, em Milão, o Duran Duran recebeu o Style Award. Letizia Morati, prefeita da cidade, entregou à banda a chave do município, reconhecendo-os como ícones do estilo no século XX.
O álbum físico foi lançado no dia 21 de março de 2011, em vários pacotes, com vasto conteúdo de materiais bônus, em comemoração ao 30.º aniversário do primeiro lançamento da banda, "Planet Earth". Além das canções já lançadas no álbum digital e a inclusão de "Mediterranea", outras inéditas foram incluídas. O álbum, que já havia tido um desempenho espetacular no iTunes, figurou bem as paradas do Reino Unido (#11) e EUA (#29), alcançando posições superiores ao seu último álbum, Red Carpet Massacre.
A turnê de All You Need Is Now começou oficialmente em março, tendo várias datas badaladas na América e na Europa. No dia 23 daquele mês, promovendo o lançamento de All You Need Is Now, o Duran Duran tocou no Mayan Theater, em Los Angeles, como um pontapé inicial para a segunda temporada da série "Unstaged: An Original Series from American Express". O concerto foi dirigido por David Lynch, sendo transmitido ao vivo pelo Youtube. O show teve em suas participações, nomes como Gerard Way do My Chemical Romance, Beth Ditto, Kelis, e Mark Ronson. A Rolling Stone publicou uma matéria, comentando a performance do show: "Espetacular". O quarteto também tocou no principal festival de música eletrônica do mundo, o Coachella Music, com direito a um cover de "Poker Face" (sucesso de Lady Gaga) durante a performance de "Girls On Film".
Em maio a banda foi forçada a cancelar e reprogramar os shows da turnê de verão na Europa, devido a problemas com a voz de Simon, que teve uma laringite. Posteriormente, as datas da nova turnê foram reprogramadas, começando com os Estados Unidos. Ainda assim, foi confirmada com muita expectativa da mídia, uma apresentação do grupo no Festival de música SWU, em Paulínia, SP, no dia 13 de novembro.
Coincidindo com o lançamento do badalado clipe de "Girl Panic!" (que em três semanas já havia passado dos quatro milhões de acessos no Youtube), a banda aterrissou em São Paulo para fazer o show mais elogiado do Festival SWU. Cerca de 50 mil pessoas puderam prestigiar um show recheado de hits que traziam desde o início da carreira, até canções mais recentes, como "(Reach up for the) Sunrise". Numa apresentação tecnicamente impecável, o Duran Duran empolgou a platéia da noite, que também pode acompanhar shows de Lynyrd Skynyrd, Peter Gabriel, Hole, Ultrage a Rigor, entre outros nomes. Simon Le Bon cativou o público, descendo do palco duas vezes para interagir com quem estava presente. Na primeira vez, convidou um fã para cantar a introdução de "The Reflex", já na segunda, após apresentar toda a banda durante a canção "Notorious", pediu a uma fã para que o apresentasse à plateia. Ao fim da aclamada apresentação, o grupo era ovacionado por todos, que gritavam por "Save a Prayer", mas que acabou ficando de fora em quase todos os shows da All You Need Is Now Tour e também no Brasil. Badalados pela imprensa, os integrantes do Duran Duran concederam diversas entrevistas a vários veículos de comunicação do país, aparecendo nas principais emissoras de TV e sites. A filha do ex-integrante guitarrista do Duran Duran, o norte-americano Warren Cuccurullo é brasileiro do Rio de Janeiro e vive até hoje no Bairro Recreio dos Bandeirantes, Zona Oeste do Rio de Janeiro com a mãe que também é brasileira.
Em 1 de maio de 2012, foi anunciado que a banda seria a atração principal da cerimônia de abertura dos Jogos Olímpicos de Londres 2012 em Hyde Park, que aconteceu em 27 de julho. Eles representaram a Inglaterra, junto com o Snow Patrol para a Irlanda do Norte, Stereophonics para o País de Gales e Paolo Nutini para a Escócia. No final de agosto de 2012, faltando uma semana para sua turnê mundial de 18 meses, a banda foi forçada a cancelar o resto da parte norte-americana da turnê, já que Nick Rhodes adoeceu com uma infecção viral.

### 2013–2018:Paper Gods
Em 4 de março de 2013, a banda voltou ao estúdio para trabalhar em seu 14º álbum de estúdio, e continuou durante a semana que começou em 23 de setembro. Eles se reuniram novamente de 13 a 18 de dezembro. Em 31 de dezembro de 2013, a banda postou uma mixtape com curadoria de John Taylor como um agradecimento de ano novo aos fãs. Em 10 de fevereiro de 2014, John Taylor e Roger Taylor trabalharam com o Voce Chamber Choir e o London Youth Chamber Choir nos vocais para uso em algumas faixas do Duran Duran.
Então, o ex-guitarrista do Red Hot Chili Peppers, John Frusciante trabalhou com a banda no novo álbum. A banda confirmou isso em abril de 2014 em seu site oficial: "Estávamos com essas notícias empolgantes porque esperávamos dar a vocês todos os detalhes quando o anunciamos, mas como a notícia vazou, nos pegando desprevenidos, queríamos confirmar... sim, é verdade, o extraordinariamente talentoso John Frusciante tem realmente feito algum trabalho de sua base natal na Califórnia em nosso novo álbum. As faixas estão indo e voltando pela internet, e estamos entusiasmados com os resultados. Estamos Todos são grandes fãs do trabalho de John e estamos honrados em tê-lo adicionando sua magia ao álbum! Não há planos atuais de John fazer uma turnê conosco, mas suas guitarras soam incríveis nas faixas. Espero ter mais novidades para você em breve.
Em 15 de junho de 2015, a banda anunciou oficialmente o título do álbum como Paper Gods, estabelecendo uma data de lançamento para 11 de setembro de 2015. O single "Pressure Off" também foi lançado na mesma semana, primeiro via Xbox Music da Microsoft. A canção posteriormente apareceu no Google Play Music. As próximas datas da turnê no Reino Unido e nos EUA também foram anunciadas. O álbum estreou no número 10 na Billboard 200, a maior estreia da banda em 22 anos. O álbum também alcançou o número 2 na Itália, número 4 na Holanda e número 5 no Reino Unido.
Em 7 de julho de 2016, Duran Duran anunciou que MNDR substituiria Nick Rhodes durante parte da terceira etapa da turnê Paper Gods nos Estados Unidos. Rhodes foi citado como tendo dito: "Estarei de volta assim que puder, mas sei, entretanto, que estou deixando a banda e os fãs em ótimas mãos, com o fabuloso MNDR." Além disso, vários remixes de sua música Last Night in the City foi lançada em formato digital naquele ano.
Em dezembro de 2016, os membros originais da banda Le Bon, Rhodes, Andy Taylor, John Taylor e Roger Taylor perderam um caso no Supremo Tribunal Britânico depois de tentarem reclamar os direitos autorais dos Estados Unidos sobre seus três primeiros álbuns do Gloucester Place Music, parte da EMI Publicação de música. Rhodes comentou: "Assinamos um contrato de publicação como adolescentes desavisados, mais de três décadas atrás, quando estávamos apenas começando e não sabíamos melhor … se não for testado, este julgamento abre um péssimo precedente para todos os compositores de nossa era." Em março de 2020, Duran Duran assinou com a editora Warner / Chappell Music, cobrindo seu catálogo pós-1986.
A banda passou 2017 em turnê pelo continente americano e tocando em várias datas em festivais na Europa e na Ásia.

### 2019–2022:Future Past
Em 16 de julho de 2019, Rhodes disse que a banda estava trabalhando em um novo álbum desde o início do ano, com Ronson, Erol Alkan, Giorgio Moroder e Graham Coxon cuidando dos deveres de produção, e Lykke Li sendo confirmado como colaborador. "Há uma música até agora que está na vanguarda para ser o primeiro single. É tão diferente de tudo que eu já ouvi de nós antes, ou de qualquer outra pessoa. Há um elemento de dança nela. A construção dela, o conteúdo melódico, as letras, alguns dos sons … eles são muito diferentes para nós. " Ele disse inicialmente que o lançamento do álbum no final da primavera de 2020 "parecia realista"; no entanto, em 13 de março de 2020, o The Times informou que o álbum seria lançado no outono de 2020. Uma semana depois, a banda anunciou em sua conta no Twitter que o álbum havia sido suspenso devido a COVID-19.
Em 8 de janeiro de 2021, um cover de "Five Years" de David Bowie foi lançado para o quinto aniversário de sua morte.
Em 13 de janeiro de 2021, a Rolling Stone incluiu o álbum na posição 50 em sua lista de "54 Álbuns Mais Antecipados de 2021". Le Bon disse que o álbum é "bastante nu, cru. A grama é ligeiramente afiada e cintilante, em vez de lisa", e é "descolada (e) moderna e muito honesta. As letras são bastante interessantes". Em 20 de abril, a banda anunciou o primeiro single do álbum, "Invisible", que será lançado em 19 de maio junto com um videoclipe para a canção. Eles também estão trabalhando em uma antologia do 40º aniversário que inclui material inédito. Em 18 de maio, o título do álbum foi anunciado como Future Past, com a data de lançamento marcada para 22 de outubro de 2021. Coxon participa da guitarra. Ele toca e co-escreveu o primeiro single, "Invisible", que foi lançado simultaneamente.

### 2023–atualmente:Danse Macabre
Em 20 de março de 2023, Duran Duran usou seu Instagram para anunciar que estão trabalhando em um novo projeto musical, com lançamento previsto para o final de 2023. O trabalho conta com a colaboração dos ex-membros da banda Andy Taylor e Warren Cuccurullo. O projeto, Danse Macabre, foi lançado no dia 27 de outubro. Um álbum com tema de Halloween, traz novas canções, reformulações de materiais antigos e vários covers.
O primeiro single – a faixa-título "Danse Macabre" – foi lançado em 30 de agosto de 2023. O segundo single, "Black Moonlight", foi lançado em 21 de setembro.

## Integrantes
Membros atuais
- Simon Le Bon – vocais e ocasionalmente violão (1980-presente)
- Nick Rhodes – teclados e sintetizadores (1978-presente)
- John Taylor – baixo e backing vocals (1980–1997; 2001-presente), guitarra (1978–1980)
- Roger Taylor – bateria (1979–1985; 2001-presente)

Músicos em turnê
- Dominic Brown – guitarra e ocasionalmente backing vocals (2006-presente)
- Simon Willescroft – saxofone (2007-presente)
- Anna Ross – backing vocals (2005-presente)
- Rachael O'Connor – backing vocals (2021-presente)

### Membros antigos
- Stephen Duffy – vocal, bateria (1978–1979), baixo (1978)
- Simon Colley – baixo (1978–1980)
- Andy Wickett – vocais (1979–1980)
- Alan Curtis – guitarra (1980)
- Jeff Thomas – vocais (1980)
- Andy Taylor – guitarra (1980–1986; 2001–2006)
- Warren Cuccurullo – guitarra (1986–2001), baixo (1997–2001)
- Sterling Campbell – bateria (1988–1991)

## Discografia
Álbuns de estúdio
- Duran Duran (1981)
- Rio (1982)
- Seven and the Ragged Tiger (1983)
- Notorious (1986)
- Big Thing (1988)
- Liberty (1990)
- Duran Duran (1993)
- Thank You (1995)
- Medazzaland (1997)
- Pop Trash (2000)
- Astronaut (2004)
- Red Carpet Massacre (2007)
- All You Need Is Now (2011)
- Paper Gods (2015)
- Future Past (2021)
- Danse Macabre (2023)

### Gravadoras
- 1980-1999: Capitol Records / Parlophone / Virgin Records / Odeon (EMI)
- 1998-2001: Hollywood Records (Walt Disney Records)
- 2003-2009: Epic Records (Sony BMG)
- 2010-2014 Tapemodern (Universal Music)
- 2015-presente Warner Music Group